# Jennifer Rostock
Jennifer Rostock est un groupe allemand de rock, originaire de Berlin. Après sa création en 2007, le groupe attire pour la première fois l'attention nationale grâce à sa participation au Bundesvision Song Contest 2008. 

## Histoire

### Origines et débuts

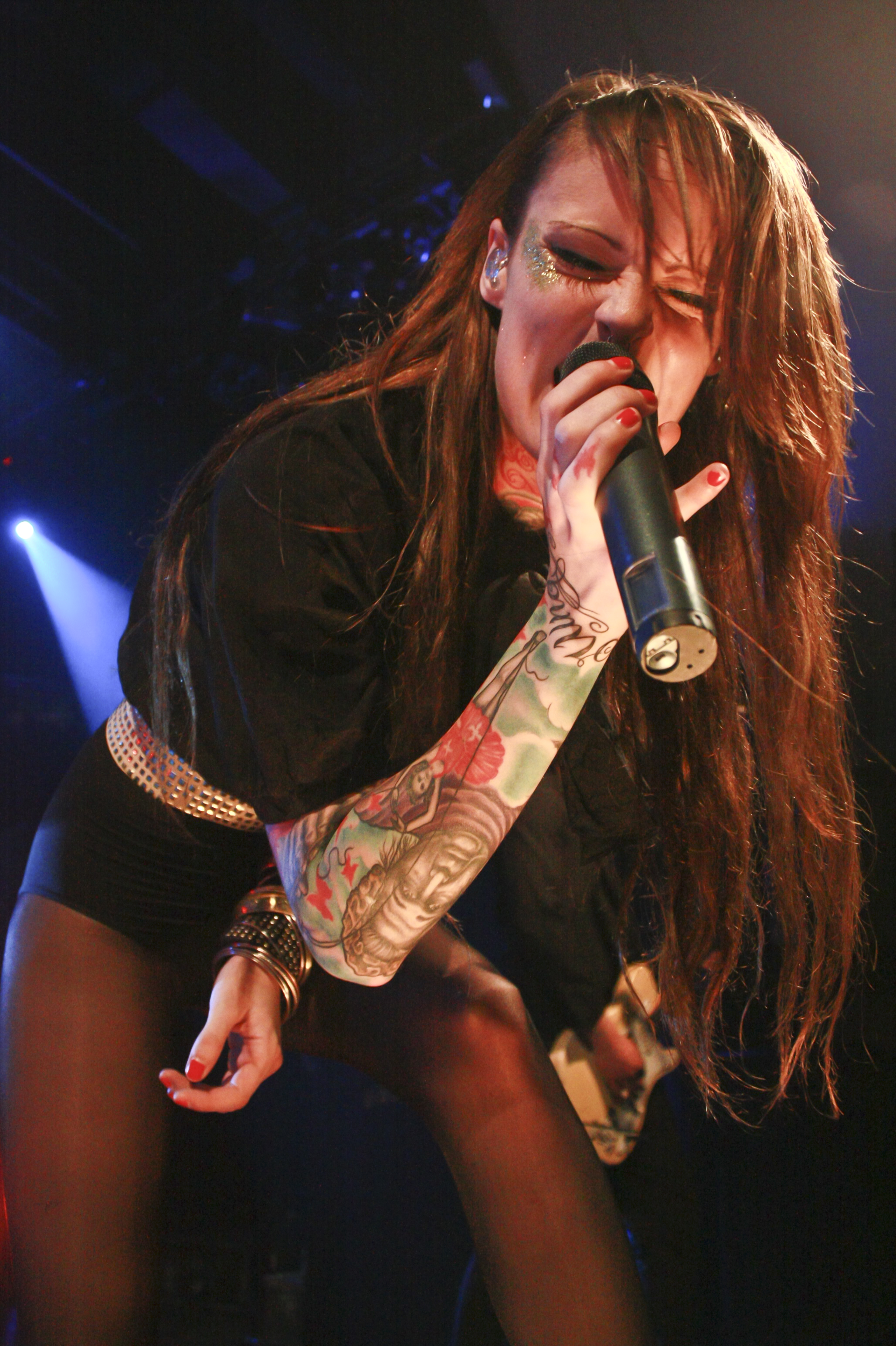
Jennifer Weist (2010).

Jennifer Weist, qui a grandi à Zinnowitz sur l'île d'Usedom, et Johannes « Joe » Walter se sont rencontrés dès le jardin d'enfants. Walter commence à prendre des cours de musique à l'âge de cinq ans ; il apprend d'abord le violon, puis le piano. Il rencontre Weist à 13 ans lors d'un karaoké et l'a invitée à se joindre à son groupe d'élèves, No Fame. Ils s'essayent au rock, à la pop et au swing dans différents genres, chantant d'abord en anglais, puis en allemand, et finissant par composer leurs propres chansons. En 2004, ils forment le groupe Aerials.
Jennifer Weist et Johannes Walter rencontrent pour la première fois leur futur producteur, Werner Krumme, lors d'un atelier d'écriture de chansons à Rostock après avoir terminé leurs études secondaires en été 2006. C'est là qu'ils font la connaissance des trois futurs membres du groupe, Alex, Christoph et Baku. Le groupe Jennifer Rostock réunit des caractères opposés, issus de styles musicaux contraires comme l'emo/punk hardcore, le punk rock et le rock/pop, et qui n'avaient jamais entendu auparavant de musique pop de type « Neue Deutsche Welle », comme celle que produit le combo Jennifer Rostock.
Il existe deux versions de l'histoire du nom du groupe. Selon la première version, il est né d'un malentendu. Les collaborateurs du studio d'enregistrement berlinois Planet Roc adressaient sans cesse des notes pour le groupe à « Jennifer Rostock ». Weist remarqua à ce sujet : « Jennifer, ça s'adressait à moi et à Rostock, parce qu'ils savaient qu'on venait de la côte et que Rostock était probablement la seule ville que les gens du studio connaissaient chez nous ici ». Ce nom est finalement jugé bon et adopté. Selon les déclarations de la chanteuse, le nom du groupe est apparu après la deuxième version, lors de l'émission télévisée Das Perfekte Promi-Dinner, après qu'ils ont été enregistrés dans le téléphone portable d'un ami sous le nom de « Jennifer Rostock », car ils se rencontraient à Rostock. Cette deuxième version est confirmée par Weist lors de l'émission Markus Lanz le 5 juillet 2012 et complétée par le fait que le nom a été utilisé pour le groupe, car toutes les autres propositions étaient moins bonnes. Dans l'émission Volle Kanne du 24 septembre 2012, elle confirme de nouveau l'histoire. En décembre 2020, Weist explique sur le blog de son label de mode que la réponse à la question du nom a souvent été volontairement variée lors des interviews. En fait, son premier producteur aurait enregistré Weist sous le nom de « Jennifer Rostock », car il avait déjà d'autres contacts portant le nom de Jennifer dans son carnet d'adresses.

### Ins offene Messer(2008)
Le groupe donne ses premiers concerts en 2007 sous le nom de Jennifer Rostock et obtient un contrat d'enregistrement avec Warner Music. Ils se produisent principalement dans des clubs branchés de Berlin et jouent en première partie des groupes britanniques Chikinki et Gallows. En novembre, ils sortent leur premier EP Ich will hier raus et sont ensuite diffusés par quelques radios régionales à Berlin. En février 2008, leur premier single, Kopf oder Zahl, est intégré à la rotation de MTV. Le groupe obtient ainsi la cinquième place au Bundesvision Song Contest pour le Mecklembourg-Poméranie occidentale, créé par Stefan Raab. Le premier album de Jennifer Rostock, Ins offene Messer, sort le lendemain et atteint la 31e place du classement des albums allemands.
Au cours de l'année 2008, Jennifer Rostock sort deux autres singles de son premier album, Feuer et Himalaya. Ils se produisent sont en juin lors de la MTV Campus Invasion à Iéna et jouent dans des festivals de musique et des concerts dans toute l'Allemagne ; en outre, le groupe donne plusieurs représentations en Autriche et en Suisse. En octobre, ils jouent leur chanson Himalaya lors du lancement de la tournée allemande d'Udo Lindenberg à Rostock.

### Der film(2009–2010)
Le réalisateur Hannes Rossacher suit le groupe pendant plusieurs mois et produit un documentaire de 90 minutes qui sorti à l'automne 2009. Le deuxième album de Jennifer Rostock, Der Film, sorti en juillet 2009. Le disque fait ses débuts en Allemagne et en Autriche dans le top 20 des classements des albums ; le premier single Du willst an mir an die Wäsche atteint la 34e place des classements des singles allemands. À la demande de l'institut Goethe, Jennifer Rostock se produit en octobre 2009 dans cinq villes du Brésil.
En 2009, le groupe fait une apparition dans le soap opera Gute Zeiten, schlechte Zeiten avec la chanson Du willst an mir die Wäsche. En novembre 2009, le single Es tut wieder weh, écrit et composé spécialement pour le film New Moon - Biss zur Mittagsstunde, sort pour la première fois en tant que titre bonus spécial sur la version CD et téléchargement allemande de la bande originale. Le 18 décembre 2009, le single CD physique suit, atteignant la 48e place du hit-parade allemand des singles. Le clip musical montre, outre des scènes dans lesquelles le groupe joue la chanson dans une pièce miroir, des scènes de film de New Moon ; la réalisation est assurée par Hagen Decker. La chanson est promue à trois reprises à la télévision, lors du Coca Cola Soundwave Show à la Porte de Brandebourg, dans le cadre de l'émission MTV Home et enfin lors d'une apparition de la chanteuse Jennifer Weist à TV total.
En janvier 2010, la chanteuse Jennifer Weist participe à la version people de l'émission Das perfekte Dinner. Le 11 juin 2010, le deuxième single de Der Film, Irgendwo anders, sort. Malgré une présentation élaborée avec une pochette en 3D et des lunettes 3D en supplément, le single ne réussit pas à se hisser dans les charts allemands des singles.

### Mit Haut und Haar(2011–2013)
Le 8 avril 2011, Jennifer Rostock publie sur Facebook le titre de son troisième album studio enregistré dans le New Jersey. L'album Mit Haut und Haar sort le 29 juillet 2011. Le premier extrait, Mein Mikrofon, sort en single dès le 15 juillet et se classe immédiatement à la 49e place du classement des singles allemands. Bien qu'il n'y ait eu jusqu'à présent que deux extraits de singles de Mit Haut und Haar, le groupe a déjà publié cinq vidéos musicales : Es war nicht alles schlecht, Mein Mikrofon, Der Kapitän, Ich kann nicht mehr et Hier werd ich nicht alt. En outre, le 29 septembre, le groupe participe de nouveau au Bundesvision Song Contest dans la Lanxess Arena de Cologne avec le deuxième single Ich kann nicht mehr et se classe cette fois-ci huitième.
Le 10 août 2012, le premier CD/DVD live Live in Berlin sort chez Warner Music Group. Les musiciens invités sont le rappeur Sido, Jupiter Jones, Felix von Frau Potz et Nico Webers (de War from a Harlots Mouth). Le concert est enregistré au Stadtbad Wedding. En Allemagne, Live in Berlin se hisse à la troisième place du classement des albums. En Autriche, l'album live atteint la 13e place.
En janvier 2013, le groupe effectue une tournée en Allemagne. Jennifer Rostock attire l'attention le 28 janvier 2013, juste après son concert à Hambourg. Les musiciens ont déclaré sur Facebook qu'ils ne voulaient « pas lire » les noms des Böhsen Onkelz et de Frei.Wild sur les t-shirts des spectateurs de leurs concerts. Des protestations suivent sur Facebook, ce qui a pour conséquence que le groupe se distancie dans une deuxième prise de position du fait que tous les fans des deux groupes étaient automatiquement des nazis,. Entre-temps, le bassiste des Böhse Onkelz Stephan Weidner avait pris la parole et critiqué vivement le groupe.

### SchlaflosetKaleidoskop(2013–2015)

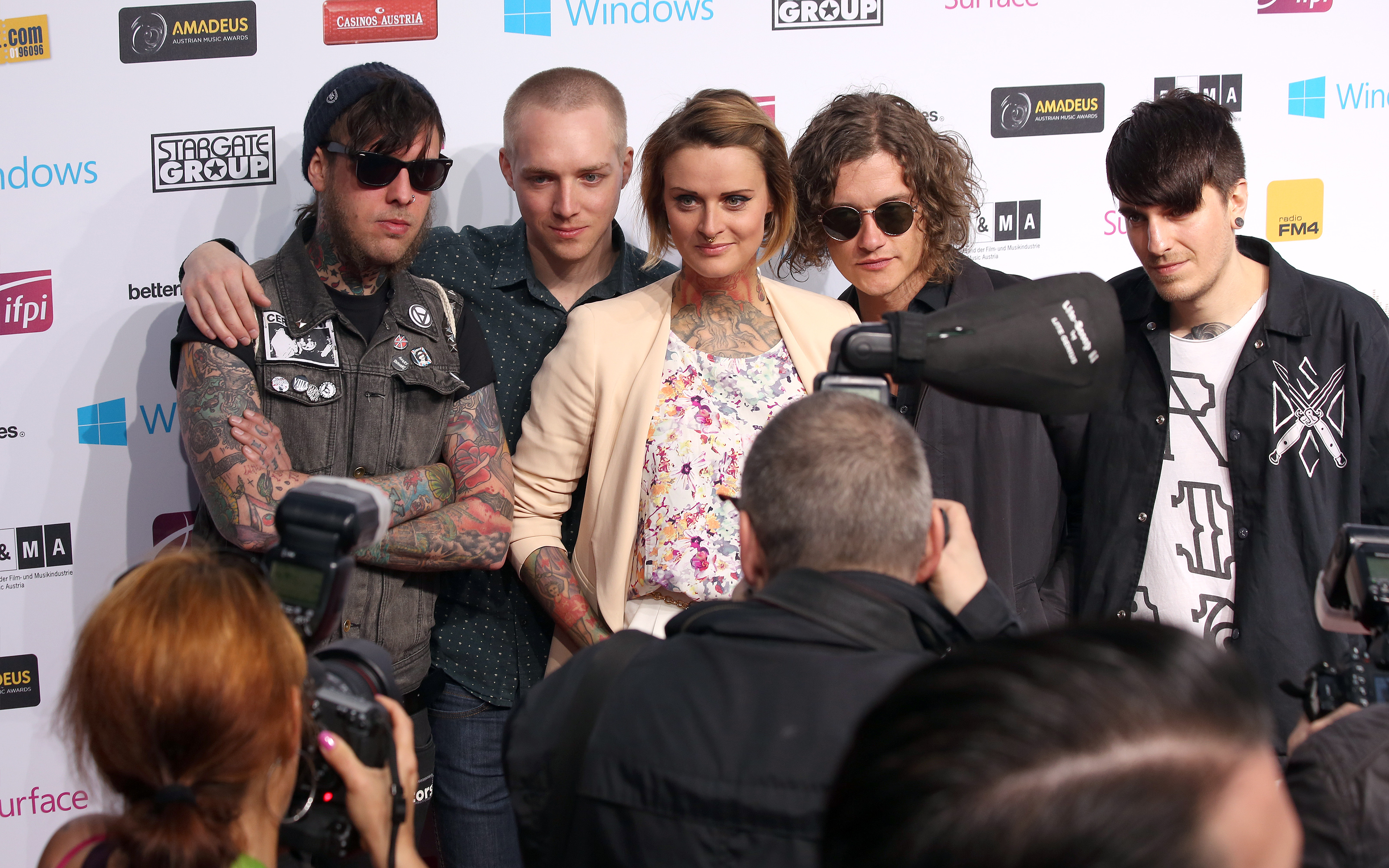
Jennifer Rostock (2014).

Début 2013, le groupe annonce son intention de sortir un nouvel album studio la même année. Le 15 septembre 2013, le groupe annonce sur sa page Facebook que l'album s'appelle Schlaflos et ne sortirait que le 17 janvier 2014. L'album est de nouveau composé entre autres aux États-Unis. Le premier single du nouvel album, Ein Schmerz und eine Kehle, est publié avec son clip. Le deuxième single, Phantombild, suit le 10 novembre 2013 et le troisième extrait, K.B.A.G. (Kein Bock aber Gästeliste), sort le 12 janvier 2014 avant la sortie de l'album.
Le 28 janvier 2014, le groupe entame sa tournée de concerts pour promouvoir l'album. Les concerts ont conduit le groupe à travers l'Allemagne, l'Autriche et la Suisse, avec en première partie le groupe de post-hardcore Marathonmann de Munich.
Le 21 octobre 2014, le groupe annonce la sortie d'un nouvel EP appelé Kaleidoskop, contenant un total de quatre nouvelles chansons, qui n'était initialement disponible que dans le cadre de la tournée homonyme. L'EP atteint la 66e place du hit-parade allemand des singles. La vidéo musicale du single Kaleidoskop est publiée le 29 octobre 2014 et contient un featuring du chanteur du groupe War from a Harlots Mouth, Nico Webers. De plus, Jennifer Rostock participe à la version allemande de la chanson caritative Do They Know It's Christmas de Band Aid, qui est présentée en première mondiale le 21 novembre 2014.

### Wähl die AfDetGenau in diesem Ton(2016–2017)
Le 30 août 2016, le groupe publie sur sa page Facebook le clip musical Wähl die AfD, qui s'oppose au parti populiste de droite AfD quelques jours avant les élections régionales dans le Mecklembourg-Poméranie-Occidentale. La vidéo est visionnée plusieurs millions de fois en quelques jours. Jennifer Weist reçoit ensuite une lettre de menace d'un partisan de l'AfD,.
En septembre 2016, le cinquième album studio du groupe, Genau in diesem Ton, sort. Il atteint la deuxième place du classement des albums. La chanson Hengstin, dont le style se distingue fortement de la plupart des titres du groupe, attire l'attention de la critique et du public. La chanson traite du féminisme et de l'égalité des droits pour les femmes. Le 28 octobre 2016, un clip sort à ce sujet, dans lequel Jennifer Weist apparaît nue dans certains plans. Le clip attire également une large attention et incite la basse Sultan Hengzt à lancer une insulte, à laquelle le groupe réagit de manière critique dans une nouvelle version de la chanson Neider machen Leute,. L'album est accompagné d'une tournée.
Après avoir publié des clips pour les morceaux Alles Cool et Haarspray, le groupe annonce la sortie d'un troisième clip pour le titre Die guten alten Zeiten. Elle sort le 15 novembre 2017 et est accompagnée d'un communiqué dans lequel le groupe annonce une pause d'une durée indéterminée, dix ans après sa formation.

## Discographie

### Albums studio
- 2008 : Ins offene Messer (Warner Music (WMG))
- 2009 : Der Film
- 2011 : Mit Haut und Haar (Warner Music (WMG))
- 2014 : Schlaflos (Warner Music (WMG))
- 2016 : Genau in diesem Ton (Four Music (Sony))
- 2017 : Worst of Jennifer Rostock (Four Music (Sony))